# Pandemia di COVID-19 in Madagascar
Il primo caso della pandemia di COVID-19 in Madagascar è stato confermato il 20 marzo 2020.

## Antefatti
Il 12 gennaio 2020, l'Organizzazione mondiale della sanità (OMS) ha confermato che un nuovo coronavirus era la causa di una nuova infezione polmonare che aveva colpito diversi abitanti della città di Wuhan, nella provincia cinese dell'Hubei, il cui caso era stato portato all'attenzione dell'OMS il 31 dicembre 2019.
Sebbene nel tempo il tasso di mortalità del COVID-19 si sia rivelato decisamente più basso di quello dell'epidemia di SARS che aveva imperversato nel 2003, la trasmissione del virus SARS-CoV-2, alla base del COVID-19, è risultata essere molto più ampia di quella del precedente virus del 2003, ed ha portato a un numero totale di morti molto più elevato.
Il 5 maggio 2023, l'Organizzazione mondiale della sanità dichiara ufficialmente la fine della pandemia.

## Cronologia

### Marzo
Il 20 marzo 2020, sono stati confermati i primi tre casi ad Antananarivo, la capitale del Madagascar. In tutti e tre i casi si trattava di donne.

### Aprile
Al 22 aprile 2020, il Madagascar aveva riportato 121 casi, e nessun decesso.

### Maggio
Il 5 maggio 2020, il Madagascar ha riportato un totale di 149 casi e nessun decesso. La prima morte è stata registrata il 16 maggio 2020, si trattava di un lavoratore medico di 57 anni che soffriva di diabete e ipertensione.

### Giugno
A partire dal 2 giugno 2020, il Centro europeo per la prevenzione e il controllo delle malattie ha registrato 6 decessi correlati al COVID-19 in Madagascar.

## Cronistoria
Il governo ha annunciato il 17 marzo che tutti i voli internazionali e regionali sarebbero stati sospesi per 30 giorni a partire dal 20 marzo.
Per prevenire il contagio, nelle regioni più colpite è stato imposto un coprifuoco, in vigore dal 4 maggio dalle 21:00 alle 04:00.
La mancanza di turisti internazionali a causa della crisi ha causato problemi all'industria del turismo. La miniera di Ambatovy ha sospeso le operazioni. La banca centrale del Madagascar ha iniettato centinaia di miliardi di ariary nel sistema bancario per alleviare il danno economico causato da COVID-19.
Il 20 aprile 2020, il presidente del Madagascar Andry Rajoelina ha lanciato ufficialmente una "cura" al coronavirus soprannominata "Covid-Organic". Sviluppata dall'Istituto di ricerca applicata del Madagascar (MIAR), si tratta di una tisana prodotta con artemisia e altre erbe di provenienza locale. I soldati furono spediti a distribuire lotti di "Covid-Organic", con il colonnello Willy Ratovondrainy che annunciava alla televisione di stato che il tè avrebbe "rafforzato l'immunità". Tuttavia, l'Accademia Nazionale di Medicina del Madagascar (ANAMEM) ha espresso il suo scetticismo, mentre l'Organizzazione mondiale della sanità ha avvertito che non c'erano prove di alcuna cura per il coronavirus al momento del lancio di Covid-Organic. L'Unione africana ha avviato discussioni con il governo malgascio per testare la sicurezza e l'efficienza del farmaco.